# Безсердечна (роман)
«Безсердечна» (англ. Heartless) — стімпанк-паранормальний любовний роман Ґейл Керріґер. Випущена 28 червня 2011 року видавництвом Orbit Books, Heartless є четвертою книгою в серії бестселерів The New York Times «Протекторат Парасольки», у кожній з яких головною героїнею є Алексія Таработті, жінка без душі.

## Сюжет
Поєднання стімпанку з міським фентезі, дія «Безсердечної» відбувається в альтернативній історії Британії Вікторіанської доби, де вампірів і перевертнів приймають як членів суспільства, часто у вищому класі. Головна героїня роману — Алексія Таработті, леді Маккон, яка «бездушна» і, отже, не піддається впливу сил надприродних істот. Автор заявляв в інтерв'ю, що «незмінна» і «бездоганна», друга і третя книги серії, були тісно пов'язані між собою, але «Безсердечна» буде більш незалежною, як і «Бездушна», перша частина серії.
Алексія зараз на восьмому місяці вагітності, але це не завадить їй виконувати свої обов'язки перед країною та зграєю. Коли божевільний привид загрожує королеві Вікторії, Алексія повинна визначити, хто намагається вбити монарха, поки не стало надто пізно. Її красивий чоловік знову поруч з нею, навіть коли її пошуки заглиблюються в його темне минуле. Що ще гірше, її сестра Фелісіті стала суфражисткою, щось дивне оселилося в другій найкращій шафі лорда Акелдами, а Лондон страждає від чуми зомбі-дикобразів.

## Історія видання
- 2011, США, Orbit Books ISBN 0-316-12719-1, дата публікації 28 червня 2011 р., м'яка обкладинка[1]
- 2011, Великобританія, Orbit Books ISBN 0-356-50009-8, дата публікації 7 липня 2011 р., м'яка обкладинка

22 вересня 2010 року авторка повідомила, що рукопис «завершено на 99 %» і що остаточний проект роману повинен бути надісланий видавцеві 1 листопада 2010 року. Видавець Orbit Books випустив обкладинку книги 1 лютого 2011 року, а переглянуту версію — наприкінці березня 2011 року. Як і у випадку з першими трьома романами серії, цю обкладинку розробила Лорен Панепінто, а моделлю на обкладинці є Донна Річчі. Оригінальні фотографії Річчі для цієї обкладинки були зроблені Pixie Vision Productions.
Хоча на офіційному веб-сайті автора також є перелік німецьких, італійських, іспанських та інших перекладених видань перших трьох романів із серії, які мають вийти найближчим часом, дати публікації будь-яких неангломовних видань «Безсердечна» ще не оголошено.

## Відгуки
У своєму огляді за травень 2011 року Publishers Weekly сказав про «Безсердечну», що «письмо Керріґер залишається чітким і дотепним, а ніжні жарти між лордом і леді Маккон порадують шанувальників серіалу, засмучених їхньою довгою розлукою в 2010 році у „Бездоганній“».
Книга дебютувала в списку бестселерів New York Times під № 11 за тиждень, що закінчився 2 липня 2011 року. «Безсердечна» дебютував під № 12 у списку бестселерів Publishers Weekly серед масових книг у м'якій палітурці.